# Norbert Walter-Borjans
Norbert Walter-Borjans (ur. 17 września 1952 w Krefeld) – niemiecki polityk i ekonomista, w latach 2010–2017 minister finansów w rządzie Nadrenii Północnej-Westfalii, od 2019 do 2021 współprzewodniczący Socjaldemokratycznej Partii Niemiec (SPD).

## Życiorys
Urodził się w dzielnicy Uerdingen. W 1971 został absolwentem szkoły średniej w rodzinnej miejscowości. W 1978 ukończył ekonomię na Uniwersytecie w Bonn, a w 1982 doktoryzował się na Uniwersytecie Kolońskim. W latach 1978–1980 pracował w przedsiębiorstwie Henkel, w pierwszej połowie lat 80. był nauczycielem akademickim w Kolonii. Od 1984 zatrudniony w kancelarii rządu Nadrenii Północnej-Westfalii, od 1991 był zastępcą rzecznika prasowego rządu, a od 1996 rzecznikiem prasowym rządu. W 1998 powołany na sekretarza stanu w resorcie gospodarki i finansów w rządzie Saary. W latach 1999–2004 prowadził własną działalność konsultingową. W 2004 objął funkcję sekretarza stanu w ministerstwie gospodarki i pracy w administracji NRW. W 2005 powrócił do działalności doradczej. W 2006 zatrudniony w administracji miejskiej Kolonii, w 2009 został skarbnikiem tego miasta.
W 2010 powołany na urząd ministra finansów w rządzie Nadrenii Północnej-Westfalii kierowanym przez Hannelore Kraft. Funkcję tę pełnił do 2017. Z jego inicjatywy dokonywano zakupów od sygnalistów baz danych zawierających numery rachunków bankowych niemieckich podatników w Szwajcarii.
Członek Socjaldemokratycznej Partii Niemiec. W 2019 wystartował (wspólnie z Saskią Esken) w partyjnych wyborach na funkcję przewodniczącego SPD, które rozpisano po rezygnacji złożonej przez Andreę Nahles. W listopadzie 2019 ogłoszono ich zwycięstwo w drugiej turze głosowania, pokonali wówczas Olafa Scholza i Klarę Geywitz. Funkcję współprzewodniczących objęli 6 grudnia 2019, gdy zostali zatwierdzeni na partyjnym kongresie. Wykonywał ją do 11 grudnia 2021, kiedy to na partyjnej konwencji nie ubiegał się o ponowny wybór.

## Życie prywatne
Norbert Walter-Borjans jest żonaty, ma czwórkę dzieci.